# Plebiscito di Nizza del 1860
Il plebiscito di Nizza del 1860 si svolse il 15 e il 16 aprile 1860 nella provincia di Nizza del Regno di Sardegna per sancire l'annessione del territorio al Secondo Impero francese, così come stabilito dal trattato di Torino firmato il 24 marzo 1860.

## Contesto storico
Con il trattato di Torino venne stabilita la cessione di Nizza e della Savoia alla Francia.

## Risultati
Il plebiscito vide una netta maggioranza per l'annessione alla Francia.
| Nizza         | Nizza         | Numero | %      |
| ------------- | ------------- | ------ | ------ |
|               | Sì            | 25 743 | 99,38% |
|               | No            | 160    | 0,62%  |
|               |               |        |        |
| Iscritti      | Iscritti      | 30 712 |        |
| ↳ Votanti     | ↳ Votanti     | 25 933 | 84,44% |
| ↳ Voti validi | ↳ Voti validi | 25 903 | 99,88% |
| ↳ Voti nulli  | ↳ Voti nulli  | 30     | 0,12%  |